# Erinn Smart
Erinn Smart, född den 12 januari 1980 i Brooklyn, New York, är en amerikansk fäktare som tog OS-silver i damernas lagtävling i florett i samband med de olympiska fäktningstävlingarna 2008 i Peking.